# Convento da Penha
Convento da Penha est l'un des plus anciens sanctuaires religieux du Brésil, situé dans la municipalité de Vila Velha, dans l'État de l'Espírito Santo. Elle est située au sommet d'une falaise, à 154 mètres d'altitude, étant l'une des plus anciennes églises de l'État, dont les travaux commencèrent vers 1558, à la demande du frère Pedro Palácios. 

## Histoire

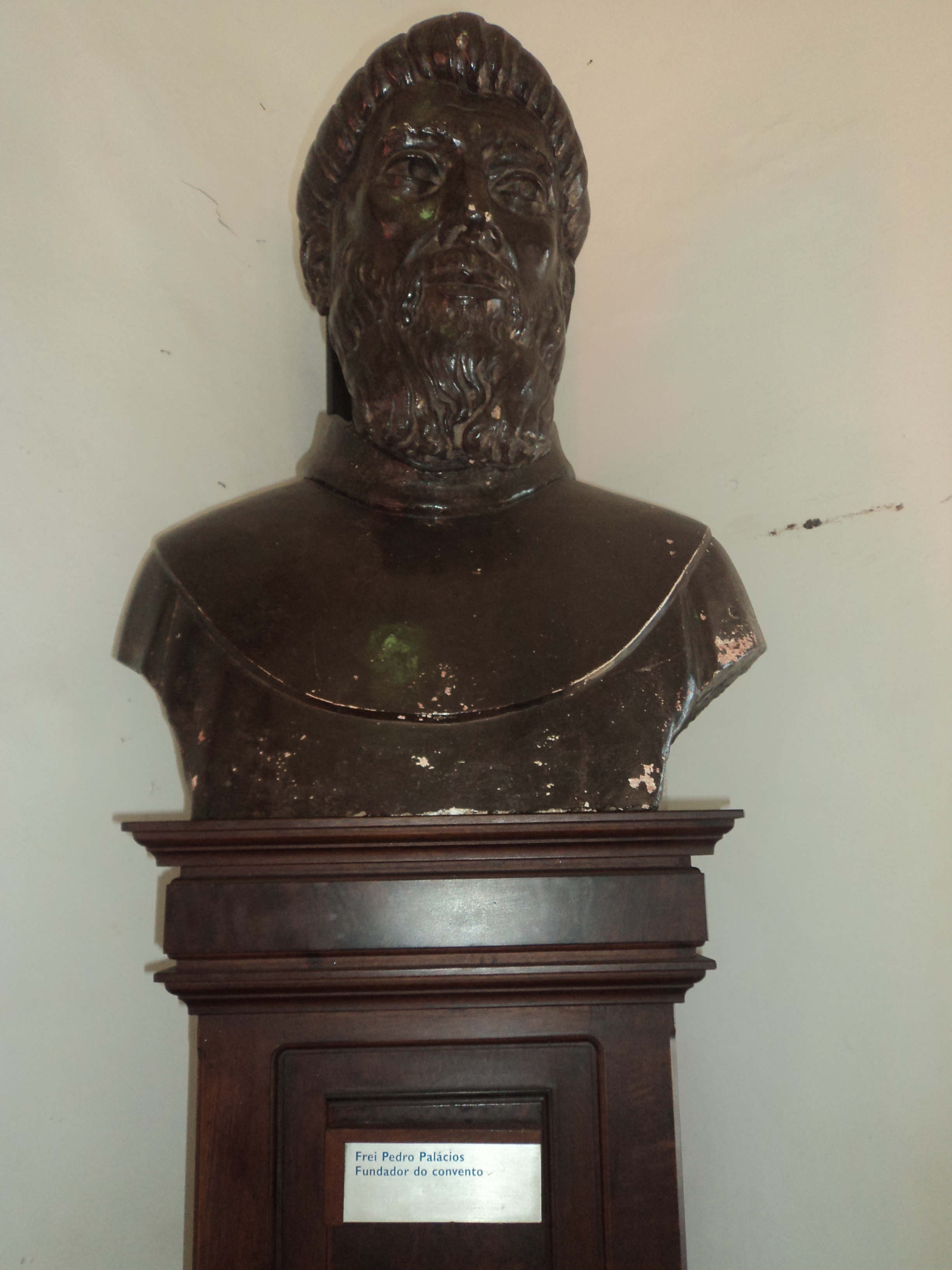
Buste du frère Pedro Palácios, fondateur du Convento da Penha.

L'histoire du couvent commence en 1558, lorsque le frère Pedro Palácios, originaire de Medina do Rio Seco, en Espagne, arrive dans l'actuelle Prainha. Quelques années plus tard, Palácios était chargé de la construction d'une chapelle au sommet de la colline de la Penha, après avoir commandé une image de Notre-Dame de Lisbonne, qui donnerait naissance au culte de Nossa Senhora da Penha. La petite chapelle a été construite et agrandie petit à petit jusqu'à devenir le Couvent de la Penha, aujourd'hui le monument religieux le plus important de l'architecture de l'Espírito Santo. 
On suppose que le frère Pedro Palácios vivait dans une grotte au pied de la pente du couvent, où une peinture de Nossa Senhora da Penha était conservée. Le tableau a disparu trois fois et en toutes occasions elle a été retrouvée au sommet de la colline où est construit le couvent. 

## Patrimoine
Le Convento da Penha est situé sur une falaise de 154 mètres de haut et fut classé au patrimoine culturel historique par l'Institut National du Patrimoine Historique et Artistique (IPHAN) en 1943. Une grande partie de l'intérieur est recouverte de bois de cèdre, sculpté par le sculpteur portugais José Fernandes Pereira entre 1874 et 1879. Le maître-autel, actuellement composé de plus de 200 pièces en 19 types de marbre différents, a été construit vers 1800, à l'origine dans le style rococo. Il a connu des restaurations en 1910 et à nouveau entre janvier 2009 et le 17 décembre 2011. Depuis le couvent, il est possible d'avoir une vue panoramique sur Vila Velha, Vitória et l'océan Atlantique.  
Le complexe du couvent couvre une superficie de 632,226 m², englobant une série d'autres monuments  comme la Gruta do Frei Pedro Palácios, est formée par la nature de la colline où se trouve le couvent, et certains historiens prétendent être la première résidence du frère Pedro Palácios.  En 1562, Palácios construit une chapelle dédiée à São Francisco de Assis, dans ce qui s'appelle maintenant Largo do Convento (Campinho), et à la fin du XXe siècle, le musée et la boutique de souvenirs sont également apparus.  

## Peintures de Benedito Calixto
Il y a quatre peintures de Benedito Calixto dans le couvent, datant de 1926 et 1927. Ce sont des représentations du couvent lui-même, de Frei Palácios et des moments importants de Vila Velha. 
| Image | Titre                                   | Date | Matériel           |
| ----- | --------------------------------------- | ---- | ------------------ |
|       | L'arrivée du frère Pedro Palácios (d)   | 1926 | peinture à l'huile |
|       | La grotte de Frei Palácios (d)          | 1927 | peinture à l'huile |
|       | Le point de vue des Néerlandais (d)     | 1927 | peinture à l'huile |
|       | Le miracle de la sécheresse en 1769 (d) | 1926 | peinture à l'huile |